# Lijst van spinnendoders in Nederland
Onderstaand een lijst van de spinnendoders in Nederland. De lijst is gebaseerd op de determinatietabel voor de Nederlandse spinnendoders door Hans Nieuwenhuijsen uit 2005.
- Onderfamilie Sluipspinnendoders (Ceropalinae)
  - Geslacht Sluipspinnendoders (Ceropales )
    - Soort Gele sluipspinnendoder (Ceropales maculata)
    - Soort Rode sluipspinnendoder (Ceropales variegata)
- Onderfamilie Groefspinnendoders (Pepsinae)
  - Geslacht Metselspinnendoders (Auplopus)
    - Soort Koolzwarte metselspinnendoder (Auplopus carbonarius)

  - Geslacht Tuinspinnendoders (Caliadurgus)
    - Soort Tuinspinnendoder (Caliadurgus fasciatellus)

  - Geslacht Rouwrandspinnendoders (Cryptocheilus)
    - Soort Bonte rouwrandspinnendoder (Cryptocheilus fabricii)
    - Soort Gewone rouwrandspinnendoder (Cryptocheilus notatus)

  - Geslacht Baardspinnendoders (Dipogon)
    - Soort Kale baardspinnendoder (Dipogon bifasciatus)
    - Soort Gewone baardspinnendoder (Dipogon subintermedius)
    - Soort Zuidelijke baardspinnendoder (Dipogon variegatus)

  - Geslacht Zaagpootspinnendoders (Priocnemis)
    - Soort Rode zaagpootspinnendoder (Priocnemis agilis)
    - Soort Gladde zaagpootspinnendoder (Priocnemis cordivalvata)
    - Soort Ruwe zaagpootspinnendoder (Priocnemis coriacea)
    - Soort Enslin’s zaagpootspinnendoder (Priocnemis enslini)
    - Soort Boom zaagpootspinnendoder (Priocnemis exaltata)
    - Soort Noordse zaagpootspinnendoder (Priocnemis fennica)
    - Soort Slanke zaagpootspinnendoder (Priocnemis gracilis)
    - Soort Getande zaagpootspinnendoder (Priocnemis hyalinata)
    - Soort Kleine zaagpootspinnendoder (Priocnemis minuta)
    - Soort Heide-zaagpootspinnendoder (Priocnemis parvula)
    - Soort Grote zaagpootspinnendoder (Priocnemis perturbator)
    - Soort Vleugelvlek-zaagpootspinnendoder (Priocnemis propinqua)
    - Soort Zwartkraag-zaagpootspinnendoder (Priocnemis pusilla)
    - Soort Roodkraag-zaagpootspinnendoder (Priocnemis schioedtei)
    - Soort Sustera’s zaagpootspinnendoder (Priocnemis susterai)
    - Soort Doornloze zaagpootspinnendoder (Priocnemis vulgaris)
- Onderfamilie Echte spinnendoders (Pompilinae)
  - Geslacht Muurspinnendoders (Agenioideus)
    - Soort Grote muurspinnendoder (Agenioideus apicalis)
    - Soort Bonte muurspinnendoder (Agenioideus cinctellus)
    - Soort Kleine muurspinnendoder (Agenioideus sericeus)
    - Soort Rode muurspinnendoder (Agenioideus usurarius)

  - Geslacht Borstelspinnendoders (Anoplius)
    - Soort Noordse borstelspinnendoder (Anoplius alpinobalticus)
    - Soort Riet-borstelspinnendoder (Anoplius caviventris)
    - Soort Oever-borstelspinnendoder (Anoplius concinnus)
    - Soort Gewone borstelspinnendoder (Anoplius infuscatus)
    - Soort Zwarte borstelspinnendoder (Anoplius nigerrimus)
    - Soort Roodzwarte borstelspinnendoder (Anoplius viaticus)

  - Geslacht Duinspinnendoders (Aporinellus)
    - Soort Duinspinnendoder (Aporinellus sexmaculatus)

  - Geslacht Schildkopspinnendoders (Aporus)
    - Soort Roodzwarteschildkopspinnendoder (Aporus unicolor)

  - Geslacht Zandspinnendoders ( Arachnospila)
    - Soort Glanzende zandspinnendoder (Arachnospila abnormis)
    - Soort Amerikaanse zandspinnendoder (Arachnospila alvarabnormis)
    - Soort Gewone zandspinnendoder (Arachnospila anceps)
    - Soort Kust-zandspinnendoder (Arachnospila consobrina)
    - Soort Drietand-zandspinnendoder (Arachnospila fumipennis)
    - Soort Behaarde zandspinnendoder (Arachnospila fuscomarginata)
    - Soort Gekorfde zandspinnendoder (Arachnospila hedickei)
    - Soort Tweetand-zandspinnendoder (Arachnospila minutula)
    - Soort Viertand-zandspinnendoder (Arachnospila rufa)
    - Soort Bos-zandspinnendoder (Arachnospila silvana)
    - Soort Eentand-zandspinnendoder (Arachnospila spissa)
    - Soort Zilveren zandspinnendoder (Arachnospila trivialis)
    - Soort Lefeber’s zandspinnendoder (Arachnospila virgilabnormis)
    - Soort Wesmael’s zandspinnendoder (Arachnospila wesmaeli)
    - Soort Westerlund’s zandspinnendoder (Arachnospila westerlundi)

  - Geslacht Platstuitspinnendoders (Eoferreola)
    - Soort Vuurspinspinnendoder (Eoferreola rhombica)

  - Geslacht Roodpootspinnendoders (Episyron)
    - Soort Witte roodpootspinnendoder (Episyron albonotatum)
    - Soort Gewone roodpootspinnendoder (Episyron rufipes)

  - Geslacht Koekoekspinnendoders (Evagetes)
    - Soort Gewone koekoekspinnendoder (Evagetes crassicornis)
    - Soort Tweecellige koekoekspinnendoder (Evagetes dubius)
    - Soort Drietand-koekoekspinnendoder (Evagetes gibbulus)
    - Soort Duin-koekoekspinnendoder (Evagetes littoralis)
    - Soort Kam-koekoekspinnendoder (Evagetes pectinipes)
    - Soort Viertand-koekoekspinnendoder (Evagetes proximus)
    - Soort Noordse koekoekspinnendoder (Evagetes sahlbergi)
    - Soort Behaarde koekoekspinnendoder (Evagetes siculus)

  - Geslacht Boorspinnendoders (Homonotus)
    - Soort Rode boorspinnendoder (Homonotus sanguinolentus)

  - Geslacht Grijze spinnendoders (Pompilus)
    - Soort Grijze spinnendoder (Pompilus cinereus)